# 828 Lindemannia
Lindemannia (asteróide 828) é um asteróide da cintura principal com um diâmetro de 53,39 quilómetros, a 3,0794154 UA. Possui uma excentricidade de 0,0343743 e um período orbital de 2 080,08 dias (5,7 anos).
Lindemannia tem uma velocidade orbital média de 16,6787309 km/s e uma inclinação de 1,13305º.
Esse asteróide foi descoberto em 29 de Agosto de 1916, por Johann Palisa.